# Bremer (Bauunternehmen)
Die BREMER SE mit Hauptsitz in der ostwestfälischen Stadt Paderborn in Nordrhein-Westfalen ist ein deutsches Bauunternehmen, welches im Stahlbetonfertigteilbau tätig ist.
Die Stahlbetonfertigteile werden in eigenen Werken am Hauptsitz Paderborn und in Leipzig geplant und produziert. Ein Großteil dieser Stahlbetonfertigteile basiert auf eigenen Konstruktionen. Zum Portfolio des Unternehmens gehört der Bau von Logistikgebäuden, Kühlhäusern, Produktionsgebäuden, Bürogebäuden, Einrichtungshäusern und Verbrauchermärkten. Als Generalunternehmer betreut Bremer seine Kunden von der Projektentwicklung über die Fertigung bis zum schlüsselfertigen Bau und den Serviceleistungen für das Gebäude im laufenden Betrieb.
Neben dem Unternehmenshauptsitz in Paderborn unterhält Bremer in Stuttgart, Leipzig, Ingolstadt, Hamburg, Bochum, Berlin-Brandenburg, Bremen, Karlsruhe, Hannover, Erfurt sowie Krakau und Poznań (Polen) Unternehmensstandorte und in Leipzig ein Betonfertigteilwerk.

## Geschichte
Das Unternehmen wurde im Jahre 1947 von Wilhelm Bremer gegründet. Als Bauingenieur engagierte sich Bremer beim Wiederaufbau des bei Bombardierungen im Zweiten Weltkrieg zu großen Teilen zerstörten Paderborns.
1957 errichtete Wilhelm Bremer am Grünen Weg im Südwesten Paderborns den ersten Unternehmensstandort, an dem die Bremer AG noch heute ihren Hauptsitz hat. 1960 folgte auf dem Werksgelände der Bau einer eigenen Produktionshalle.
Unter der Leitung von Wilhelm Bremer entwickelte sich das Unternehmen in den Folgejahren zu einem auf Konstruktion und Statik spezialisierten Betrieb. Außerdem erfolgte die Spezialisierung auf den Stahlbetonfertigteilbau für Industrie und Gewerbe. Auf dem Gelände entstanden im Laufe der 1960er-/1970er-Jahre weitere Produktionshallen.
Wolfgang Bremer, der Sohn des Unternehmensgründers, trat im Jahre 1978 in das Unternehmen ein und übernahm die Unternehmensleitung. Ab dem Jahre 1983 bot das Unternehmen auch schlüsselfertige Komplettlösungen für Gebäudekonstruktionen mit Fertigteilen an. 1989 gründete Wolfgang Bremer die auf Schlüsselfertigbau mit Stahlbetonteilen spezialisierte, eigenständige Bremer Systembau GmbH, die mit Stahlbetonfertigteilen aus dem ursprünglichen Paderborner Werk handelte. Die Produktionsstätte für Betonfertigteile blieb als selbstständiger Betrieb bestehen. Damit entstanden zwei eigenständige Unternehmen.
Im Jahre 2001 wurden die beiden Unternehmen unter dem Namen Bremer zusammengeführt. 2002 gründete Wolfgang Bremer in Stuttgart die Bremer Systembau GmbH Stuttgart als Tochtergesellschaft des neu strukturierten Unternehmens.
In den Jahren 2009 und 2010 erfolgte der Bau eines neuen Verwaltungsgebäudes am Grünen Weg. Ferner erfolgte im Jahre 2009 der Anschluss der Produktionsstätte an das Schienennetz, wodurch der Transport der Betonfertigteile erheblich vereinfacht wurde.
Im Jahre 2012 wurde in Leipzig ein neues Fertigteilwerk als dritter Unternehmensstandort errichtet. 2013 gründete die BREMER AG in Leipzig, Ingolstadt und Krakau weitere Niederlassungen, die für die regionale Betreuung der Bereiche Akquise, Projektleitung und Gewährleistung verantwortlich sind. In Leipzig entstand außerdem neben dem Ingenieurszentrum in Paderborn ein weiteres, auf Konstruktion und Statik spezialisiertes Ingenieurszentrum. In den folgenden Jahren kamen weitere Standorte hinzu. Im Jahr 2015 die Niederlassungen in Hamburg, Rhein-Ruhr und Ingolstadt. Die Geschäftsstelle Berlin-Brandenburg und die BREMER Projektentwicklung GmbH in 2018. Im Folgejahr Erweiterung um den Geschäftsbereich Immobilienservice, sowie Niederlassung in Bremen und Poznań (Polen). 2021 erfolgte die Gründung von Standorten in Karlsruhe, Ostwestfalen-Lippe und Hannover. Im Jahr 2022 feierte das Unternehmen 75-jähriges Firmenjubiläum, zudem erfolgte die Gründung einer Niederlassung in Erfurt. Im Jahr 2023 gründete die BREMER SE die BREME Cool GmbH, die sich auf den Bau von Kühl- und Tiefkühlhäusern spezialisiert hat. Im gleichen Jahr wurde die BREMER greentech GmbH gegründet, die die Planung, Projektierung, Realisierung und Wartung von Photovoltaik-Anlagen übernimmt.
Im Juni 2024 änderte das Unternehmen seine Rechtsform von einer Aktiengesellschaft (AG) hinzu einer Europäischen Aktiengesellschaft (SE).

## Bauprojekte
Zu bekannten Kunden der Bremer SE Logistikzentren zählen die deutschen Lebensmittelketten Edeka, Lidl, Aldi und Netto, die Logistikunternehmen DHL und ups, die Deutsche Post AG sowie die Bank IngDiBa, für die die BREMER SE Logistikzentren, Kühlhäuser und Verbrauchermärkte konstruierte.
Stadien, die komplett von der Bremer SE konstruiert wurden, sind die Benteler-Arena in Paderborn, das Stadion am Bieberer Berg in Offenbach, das Auestadion in Kassel, der ISS Dome in Düsseldorf sowie das Stadion Rambergsvallen im schwedischen Göteborg. Für das Stadion des SC Preußen Münster errichtete Bremer die Haupttribüne sowie ein Funktionsgebäude.
Die BREMER SE erhielt den Auftrag für den Bau eines neuen Stadions für den Fußballverein SC Paderborn 07 an der Elsener Straße im Westen der Stadt. Der Stadionneubau mit 15.000 Plätzen konnte im Jahre 2008 fertiggestellt werden. Heute trägt das Stadion die Bezeichnung Home-Deluxe-Arena.
Die Bremer SE konstruierte für das ebenfalls in Paderborn angesiedelte Einrichtungsunternehmen Finke ein Einrichtungshaus.
Ein wichtiges regionales Projekt war der Bau der Libori-Galerie, einer großen Einkaufspassage in der Paderborner Innenstadt.
Als großes Bauprojekt in der Region Paderborn ist der Neubau des Bahnhofsgebäudes am Paderborner Hauptbahnhof und dessen Fertigstellung bis 2023 geplant.